# Rutino
Rutino é uma comuna italiana da região da Campania, província de Salerno, com cerca de 919 habitantes. Estende-se por uma área de 9 km², tendo uma densidade populacional de 102 hab/km². Faz fronteira com Lustra, Perito, Prignano Cilento, Torchiara.

## Demografia
| Variação demográfica do município entre 1861 e 2011                               |
|                                                                                   |
| Fonte: Istituto Nazionale di Statistica (ISTAT) - Elaboração gráfica da Wikipedia |